# Holandia na Zimowych Igrzyskach Paraolimpijskich 1994
Holenderska reprezentacja na Zimowych Igrzyskach Paraolimpijskich 1994 liczyła 6 sportowców (5 mężczyzn i 1 kobieta) występujących w czterech rozgrywanych dyscyplin. 

## Medale
| Medal | Zawodnik            | Dyscyplina        | Konkurencja                             |
| ----- | ------------------- | ----------------- | --------------------------------------- |
| złoto | Majorie van de Bunt | Biathlon          | 7,5 km kobiet techniką dowolną LW2-9    |
|       |                     |                   |                                         |
| brąz  | Majorie van de Bunt | Biegi narciarskie | 10 km kobiet techniką klasyczną LW6/8/9 |
| brąz  | Majorie van de Bunt | Biegi narciarskie | 5 km kobiet techniką klasyczną LW6/8/9  |
| brąz  | Majorie van de Bunt | Biegi narciarskie | 5 km kobiet techniką dowolną LW6/8/9    |

## Skład reprezentacji

### Biathlon
- Majorie van de Bunt

### Biegi narciarskie
- Majorie van de Bunt

### Łyżwiarstwo szybkie na siedząco
- Eelco Kooistra
- Arthur Overtoom

### Narciarstwo alpejskie
- Kjeld Punt
- Robert Reijmers
- Martijn Wijsman